# Tour de Vénétie
Le Tour de Vénétie (en italien : Giro del Veneto) est une course cycliste italienne, disputée en Vénétie.

## Historique
Après deux premières éditions en 1909 et 1912, le Tour de Vénétie est disputé régulièrement depuis 1922. 
De 2005 à 2009, cette épreuve fait partie de l'UCI Europe Tour, dans la catégorie 1.HC. En 2010, l'épreuve est classée 1.1.
Pour l'édition 2012, la course revient et fusionne avec la Coppa Placci pour devenir le Tour de Vénétie et Coppa Placci. De 2013 à 2020, la course n'est pas organisée.
En 2021, l'épreuve fait son retour au calendrier UCI Europe Tour en catégorie 1.1.
En 2023, elle intègre l'UCI ProSeries, le deuxième niveau du cyclisme international.

## Palmarès
| Année     | Vainqueur            | Deuxième             | Troisième            |
| --------- | -------------------- | -------------------- | -------------------- |
| 1909      | Renato Pogliani      | Giovanni Micheletto  | Lauro Bordin         |
| 1910-1911 | Non disputé          | Non disputé          | Non disputé          |
| 1912      | Giovanni Roncon      | Costante Girardengo  | Antonio Dalle Fusine |
| 1913-1921 | Non disputé          | Non disputé          | Non disputé          |
| 1922      | Alfredo Sivocci      | Luigi Mollon         | Bartolomeo Aimo      |
| 1923      | Costante Girardengo  | Giovanni Brunero     | Emilio Petiva        |
| 1924      | Costante Girardengo  | Gaetano Belloni      | Federico Gay         |
| 1925      | Costante Girardengo  | Adriano Zanaga       | Giovanni Brunero     |
| 1926      | Costante Girardengo  | Alfredo Binda        | Domenico Piemontesi  |
| 1927      | Alfonso Piccin       | Michele Gordini      | Livio Cattel         |
| 1928      | Alfredo Binda        | Antonio Negrini      | Alfonso Piccin       |
| 1929      | Aldo Canazza         | Vasco Bergamaschi    | Renato Scorticati    |
| 1930      | Aldo Canazza         | Guglielmo Segato     | Antonio Andretta     |
| 1931-1933 | Non disputé          | Non disputé          | Non disputé          |
| 1934      | Aldo Canazza         | Raffaele Di Paco     | Pietro Rimoldi       |
| 1935      | Vasco Bergamaschi    | Antonio Frascaroli   | Domenico Oggero      |
| 1936      | Renato Scorticati    | Carlo Sbersi         | Gaspar Babini        |
| 1937      | Non disputé          | Non disputé          | Non disputé          |
| 1938      | Secondo Magni        | Osvaldo Bailo        | Mario Vicini         |
| 1939      | Adolfo Leoni         | Walter Generati      | Adriano Vignoli      |
| 1940      | Non disputé          | Non disputé          | Non disputé          |
| 1941      | Fausto Coppi         | Cino Cinelli         | Enrico Mollo         |
| 1942      | Pierino Favalli      | Olimpio Bizzi        | Osvaldo Bailo        |
| 1943-1944 | Non disputé          | Non disputé          | Non disputé          |
| 1945      | Luigi Casola         | Orfeo Falsiroli      | Giuseppe Magni       |
| 1946      | Non disputé          | Non disputé          | Non disputé          |
| 1947      | Fausto Coppi         | Fiorenzo Magni       | Angelo Menon         |
| 1948      | Luciano Maggini      | Antonio Bevilacqua   | Vittorio Seghezzi    |
| 1949      | Fausto Coppi         | Giuliano Bresci      | Adolfo Leoni         |
| 1950      | Luigi Casola         | Sergio Pagliazzi     | Luciano Frosini      |
| 1951      | Antonio Bevilacqua   | Luciano Maggini      | Danilo Barozzi       |
| 1952      | Adolfo Grosso        | Danilo Barozzi       | Waldemaro Bartolozzi |
| 1953      | Fiorenzo Magni       | Luciano Maggini      | Aldo Zuliani         |
| 1954      | Luciano Maggini      | Giuseppe Doni        | Armando Barducci     |
| 1955      | Adolfo Grosso        | Pierino Baffi        | Walter Serena        |
| 1956      | Giorgio Albani       | Cleto Maule          | Guido Boni           |
| 1957      | Angelo Conterno      | Bruno Monti          | Germano Barale       |
| 1958      | Adriano Zamboni      | Alfredo Sabbadin     | Giuseppe Fallarini   |
| 1959      | Rino Benedetti       | Adriano Zamboni      | Bruno Monti          |
| 1960      | Diego Ronchini       | Armando Pellegrini   | Ercole Baldini       |
| 1961      | Nino Defilippis      | Bruno Mealli         | Angelo Conterno      |
| 1962      | Angelino Soler       | Franco Cribiori      | Guido De Rosso       |
| 1963      | Italo Zilioli        | Guido De Rosso       | Franco Balmamion     |
| 1964      | Italo Zilioli        | Guido De Rosso       | Gianni Motta         |
| 1965      | Michele Dancelli     | Italo Zilioli        | Gianni Motta         |
| 1966      | Michele Dancelli     | Flaviano Vicentini   | Adriano Passuello    |
| 1967      | Luciano Galbo        | Marino Basso         | Flaviano Vicentini   |
| 1968      | Alberto Della Torre  | Bruno Mealli         | Silvano Schiavon     |
| 1969      | Mino Denti           | Michele Dancelli     | Giancarlo Polidori   |
| 1970      | Franco Bitossi       | Felice Gimondi       | Marino Basso         |
| 1971      | Giancarlo Polidori   | Italo Zilioli        | Donato Giuliani      |
| 1972      | Enrico Paolini       | Donato Giuliani      | Giovanni Varini      |
| 1973      | Franco Bitossi       | Enrico Paolini       | Wladimiro Panizza    |
| 1974      | Roger De Vlaeminck   | Constantino Conti    | Giovanni Battaglin   |
| 1975      | Roland Salm          | Giancarlo Polidori   | Wladimiro Panizza    |
| 1976      | Alfio Vandi          | Giancarlo Polidori   | Sigfrido Fontanelli  |
| 1977      | Giuseppe Saronni     | Roger De Vlaeminck   | Bernt Johansson      |
| 1978      | Valerio Lualdi       | Pierino Gavazzi      | Bernt Johansson      |
| 1979      | Francesco Moser      | Giovanni Battaglin   | Silvano Contini      |
| 1980      | Carmelo Barone       | Pierino Gavazzi      | Silvano Contini      |
| 1981      | Giovanni Mantovani   | Pierino Gavazzi      | Silvano Contini      |
| 1982      | Pierino Gavazzi      | Ennio Vanotti        | Giuseppe Petito      |
| 1983      | Jesper Worre         | Dag Erik Pedersen    | Davide Cassani       |
| 1984      | Moreno Argentin      | Ezio Moroni          | Claudio Corti        |
| 1985      | Claudio Corti        | Stefano Colagè       | Stefano Giuliani     |
| 1986      | Maurizio Rossi       | Alberto Volpi        | Ezio Moroni          |
| 1987      | Gerhard Zadrobilek   | Marino Amadori       | Maurizio Vandelli    |
| 1988      | Moreno Argentin      | Bruno Cenghialta     | Gianni Bugno         |
| 1989      | Roberto Pagnin       | Maurizio Fondriest   | Andreï Tchmil        |
| 1990      | Massimo Ghirotto     | Pascal Richard       | Franco Ballerini     |
| 1991      | Roberto Pagnin       | Fabrizio Bontempi    | Silvio Martinello    |
| 1992      | Massimo Ghirotto     | Alberto Elli         | Davide Cassani       |
| 1993      | Maximilian Sciandri  | Giorgio Furlan       | Claudio Chiappucci   |
| 1994      | Gianluca Bortolami   | Michele Bartoli      | Maximilian Sciandri  |
| 1995      | Flavio Vanzella      | Gianni Faresin       | Massimo Donati       |
| 1996      | Michele Bartoli      | Andrea Tafi          | Mauro Gianetti       |
| 1997      | Non disputé          | Non disputé          | Non disputé          |
| 1998      | Davide Rebellin      | Gianni Faresin       | Filippo Simeoni      |
| 1999      | Davide Rebellin      | Francesco Casagrande | Andrea Ferrigato     |
| 2000      | Davide Rebellin      | Francesco Casagrande | Gianluca Tonetti     |
| 2001      | Giuliano Figueras    | Danilo Di Luca       | Davide Rebellin      |
| 2002      | Danilo Di Luca       | Laurent Dufaux       | Davide Rebellin      |
| 2003      | Cristian Moreni      | Michele Bartoli      | Danilo Di Luca       |
| 2004      | Gilberto Simoni      | Matteo Tosatto       | Massimo Giunti       |
| 2005      | Eddy Mazzoleni       | Salvatore Commesso   | Serhiy Honchar       |
| 2006      | Rinaldo Nocentini    | Raffaele Ferrara     | Sergio Marinangeli   |
| 2007      | Alessandro Bertolini | Florian Stalder      | Daniele Nardello     |
| 2008      | Francesco Ginanni    | Serhiy Honchar       | Andrea Masciarelli   |
| 2009      | Filippo Pozzato      | Carlo Scognamiglio   | Luca Paolini         |
| 2010      | Daniel Oss           | Peter Sagan          | Sacha Modolo         |
| 2011      | Non disputé          | Non disputé          | Non disputé          |
| 2012      | Oscar Gatto          | Juan Pablo Valencia  | Emanuele Sella       |
| 2013-2020 | Non disputé          | Non disputé          | Non disputé          |
| 2021      | Xandro Meurisse      | Matteo Trentin       | Alberto Dainese      |
| 2022      | Matteo Trentin       | Rémy Rochas          | Mattéo Vercher       |
| 2023      | Dorian Godon         | Tobias Johannessen   | Florian Vermeersch   |
| 2024      | Corbin Strong        | Xandro Meurisse      | Romain Grégoire      |